# Steine an der Grenze

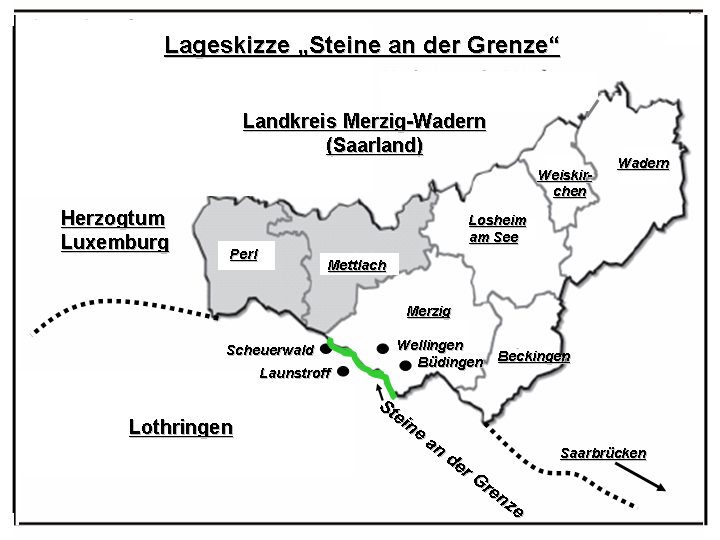
Lageskizze "Steine an der Grenze"

Steine an der Grenze (französisch: Menhirs de l'Europe) nennt sich eine Skulpturenstraße entlang der deutsch-französischen Grenze auf den Höhen des Saargaues. Sie ist mit der nordsaarländischen „Straße der Skulpturen“ verbunden, beide Skulpturenwege  sind Teil des Kunstprojekts Straße des Friedens, die dereinst quer durch Europa von Paris nach Moskau führen soll.

## Entstehungsgeschichte
Die Initiative zu dem Projekt ging von dem saarländischen Bildhauer Paul Schneider (Merzig) aus. Dazu inspiriert wurde er von dem österreichischen Bildhauer Karl Prantl, der erstmals 1959 in St. Margarethen im Burgenland ein Symposion Europäischer Bildhauer und damit die Idee einer Skulpturenstraße ins Leben rief. Ursprünglich hatte Schneider die Absicht, eine Plastik „Sonnen-Lerchen-Hexen-Stein“ zu schaffen und sie seiner Heimatstadt Merzig zu schenken. Aus diesem Vorhaben entwickelte er im Jahr 1981 die Idee eines internationalen Symposions mit einer daraus entstehenden Skulpturenstraße.
Die Skulpturenstraße entwickelte sich in mehreren Entwicklungsstufen. Zum ersten Symposion im Jahre 1986 lud der Künstler Bildhauerkollegen aus Deutschland, Frankreich, Luxemburg und der Schweiz ein. Deren während des Symposions geschaffene Steinplastiken wurden am Verlauf von Wanderwegen entlang der deutsch-französischen Grenze auf einem Höhenzug des Saargaues zwischen den saarländischen Orten Büdingen und Wellingen und den lothringischen Nachbargemeinden Launstroff und Scheuerwald aufgestellt; Schneider gab dem Projekt den Namen „Steine an der Grenze“. Inzwischen fanden weitere sechs internationale Symposien statt, deren Arbeitsergebnisse die Skulpturenstraße ständig vergrößerten.
Im Jahre 1986 wurde auf saarländischer Seite ein Förderverein gleichen Namens gegründet, auf lothringischer Seite etablierte sich dessen Pendant „Menhirs de l'Europe“, über ihn kamen zwei Werke hinzu. Beide Vereine agieren als ideelle und finanzielle Träger des Projektes, sie werden dabei von der Öffentlichen Hand in Lothringen und dem Saarland finanziell unterstützt.
Im Jahr 2002 wurden die beiden saarländischen Projekte „Steine an der Grenze“ und „Straße der Skulpturen“ miteinander verbunden; an der Schnittstelle beim Waderner Ortsteil Gehweiler wurde als sichtbares Zeichen der Verbindung jeweils eine Plastik der beiden Initiatoren Paul Schneider und Leo Kornbrust aufgestellt. Beide Straßen sind dem Andenken des Bildhauers Otto Freundlich (1878–1943) gewidmet. Sie verstehen sich als Teilstücke dessen pazifistischer Idee einer großen „Straße des Friedens“, einer europäischen Skulpturenstraße, die von Paris bis Moskau führen sollte. Freundlich hatte diese Idee skizziert, konnte sie aber nicht mehr realisieren; er wurde am 9. März 1943 im KZ Majdanek ermordet.
Bis 2010 entstanden an der Skulpturenstraße 34 Skulpturen von 33 Künstlern aus 17 Ländern.

## Aktuelle Entwicklung
Dem Skulpturenweg wird ein einzigartiger Charakter bescheinigt – stille Steine als Symbole für Freundschaft und Völkerverständigung, harmonisch in die weite Landschaft eingepasst. Manche sehen diesen Charakter derzeit durch Planungen für den Bau eines Windparks bedroht.

## Fotos (Auswahl)

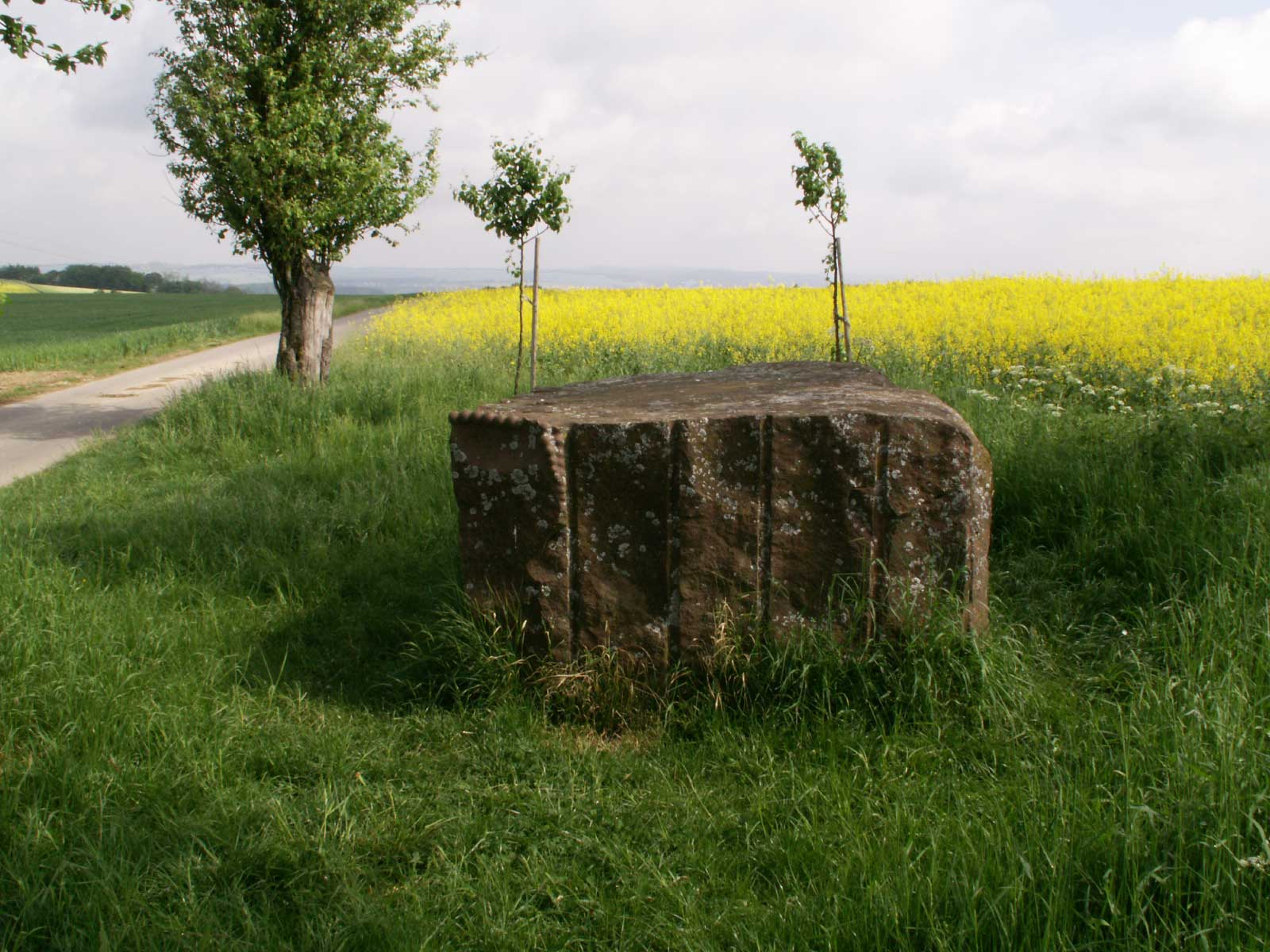
Karl Prantl: Meditationsstein (1987)
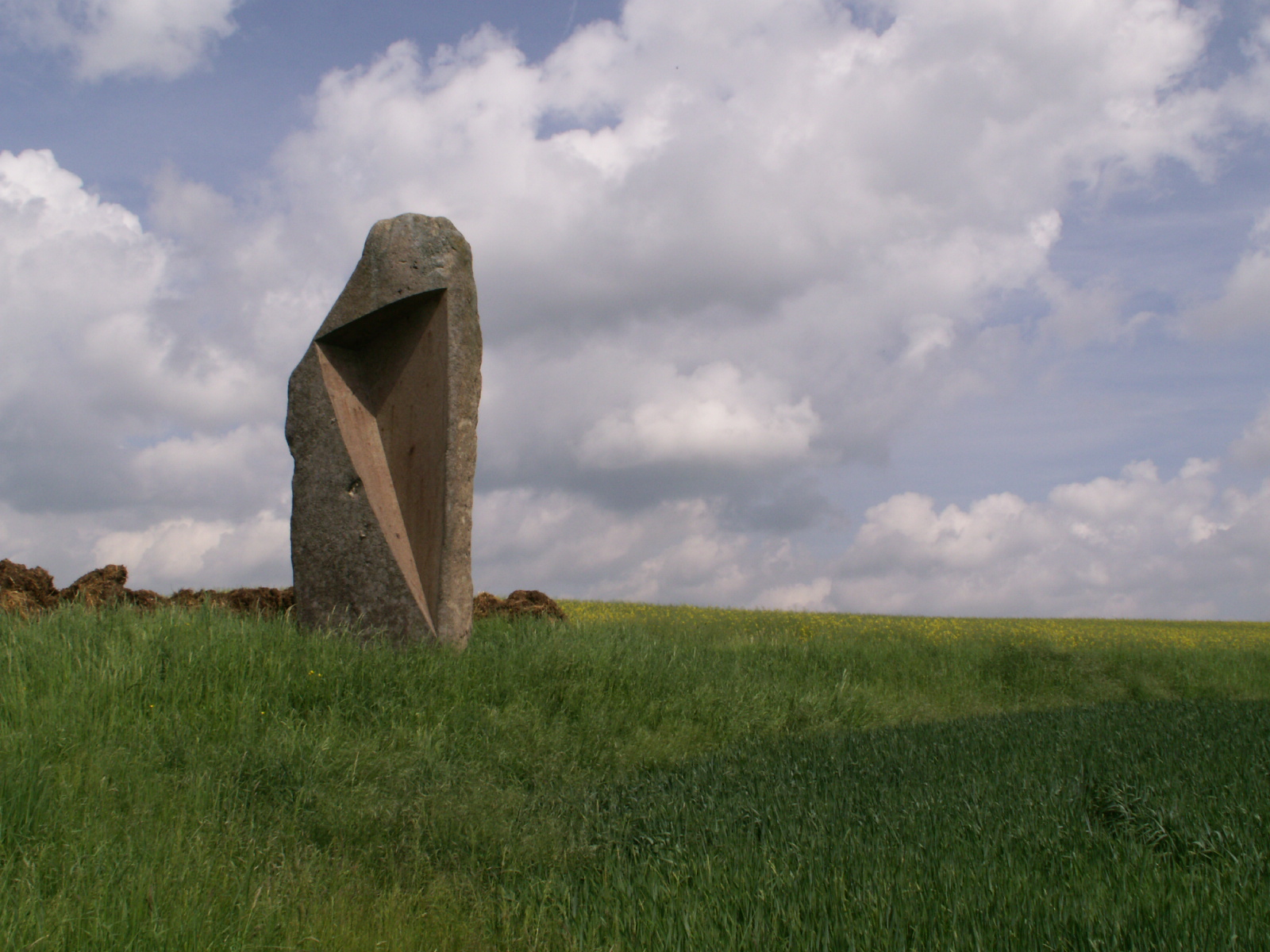
Gerard Hoeweler: Granit (1992)
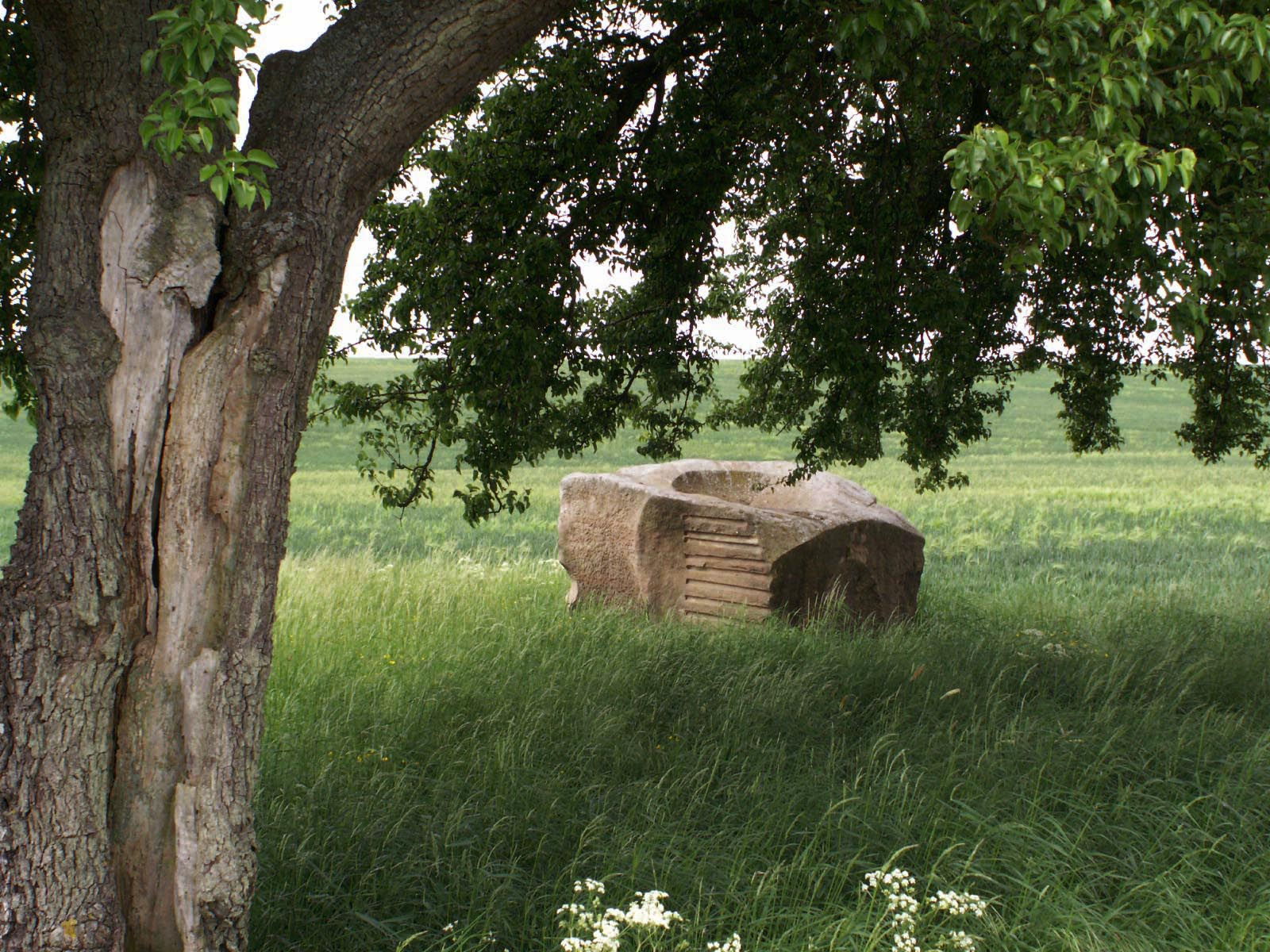
Volker Baumgart: Sandstein (1989)
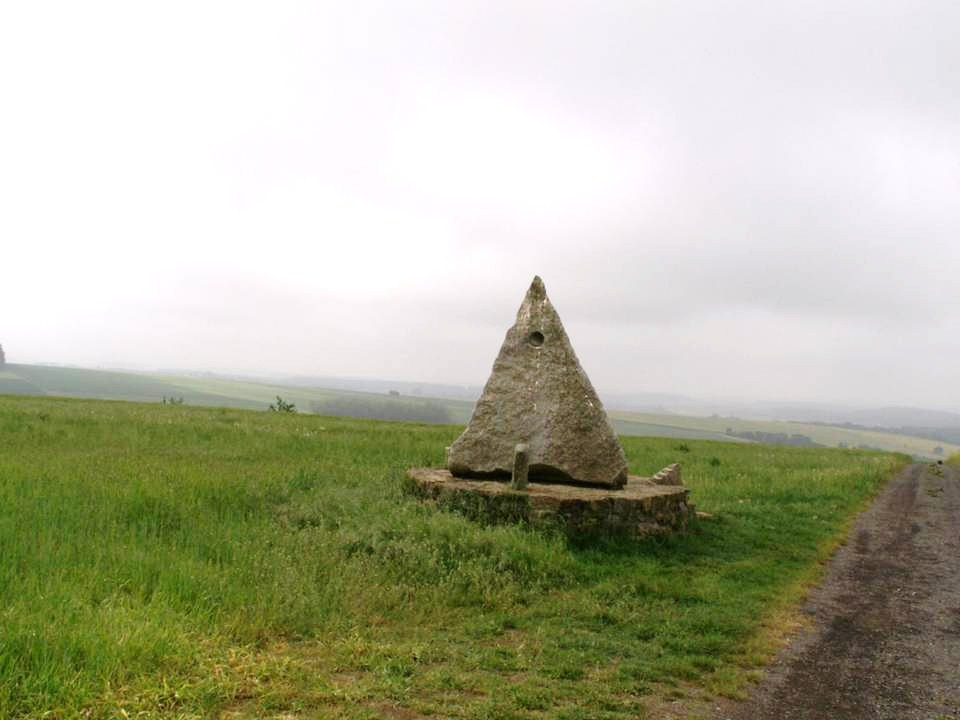
Paul Schneider: Durchblick (1987)